# Cerkev sv. Flaviana, Montefiascone
Cerkev sv. Flaviana je rimokatoliška cerkev v Montefiasconeju, zgrajena v romanskem slogu, v pokrajini Viterbo, v deželi Lacij, Italija. Stoji na robu občinskega ozemlja Montefiasconeja, ob starodavni Via Francigena. Posvečena je mučencu sv. Flavianu, ki je prispel v Montefiascone med zaporom pred dokončnim mučenjem ali pa so po mučenju sem prenesli truplo. Ima status manjše bazilike .
Cerkev se omenja v buli papeža Leona IV., naslovljena na toskanskega škofa Virobono , ki našteva cerkve na območju Montefiasconea. Dokument navaja cerkev Santa Maria, »kjer počiva truplo blaženega mučenca Flavijana«.

## Opis
Arhitekturni primer večinoma romansko-gotskega sloga, zgrajen v 11. stoletju, je v 13. in 15. stoletju doživel zaporedne spremembe in predelave.
Kamnita fasada iz leta 1252 ima tri loke različnih velikosti in jih nadgrajuje strešni balkon. Spodnja cerkev, ki jo vidimo danes, je bila postavljena na starejši stavbi v 11. stoletju. Cerkev je bila posvečena zgodnjemu bizantinskemu mučencu Flavianu. Zgradba ima spodnjo in zgornjo cerkev usmerjenih v nasprotno smer.
Spodnja je dostopna prek zunanje stranske rampe, ki vodi na ravno in terasasto cerkev, nato pa skozi gotski portal. Spodnja cerkev, ki izvira iz leta 1032, ima tri ladje ki se končajo s tremi apsidami, razporejenimi v loku. Ima stebre s kapiteli z vklesanimi živalskimi in rastlinskimi motivi. Na stenah in kapelah so številne freske. Freska Kristusa Pantokratorja z dvema svetnikoma na straneh iz 12. stoletja je najdena na spodnji apsidi, nad upodobitvijo mučenca svetega Flavijana. Desna stena apside ima Oznanjenje (1575); levo Kristusov krst. V levi ladje je Snemanje. V desni ladji je Pokol nedolžnih, Križanje in sv. Sebastijan. Nad vhodnim obokom je Zmagoslavje smrti, na pročelju pa Življenje svete Katarine.
V kripti je grob Giovannija Fuggerja, romarja, ki je umrl v mestu. Na njegovem grobu je napis Est Est Est pr nim est hic Jo De Fuk do meus mortuus est . Legenda trdi, da je njegov sluga z napisom Est! povedal, kje je bilo vino odlično! Pravijo, da je Fugger umrl v Montefiasconeju, ker je bilo belo vino tako cenjeno. Lokalna etiketa vina je dobila ime po takšni legendi .
Zgornjo cerkev, ki je dostopna iz spodnje preko stopnišča na koncu desne ladje, prav tako sestavljajo tri ladje, ločene z vrstami lokov, podprtih z nizkimi stebri; v sredini se na spodnjem delu odpre prostor v obliki pravokotnika.
Notranjost je bila delno obnovljena v 18. stoletju pod pokroviteljstvom kardinala Pompea Aldovrandija. Za eno od kapelic je naročil platno Giuseppa Antonia Ghedinija, ki prikazuje Mučeništvo svetega Flavijana (1740) .
Pročelje je sestavljeno iz dveh prekrivajočih se vrst: prva je sestavljena iz treh gotskih lokov, vendar je dostopen le srednji, ki ga odpre portal, druga dva pa sta slepa. Trije oboki so nadgrajeni z renesančno ložo, prekrito s streho, podprto s stebri, ki se razprostirajo vzdolž celotne fasade. Za ložo stoji trikotni zgornji del z osrednjim oknom rozeto, križem na vrhu in zvonikom na levi strani.
Cerkev ima poleg vhoda v kapelo nedolžnih, v prvem levem oboku, poseben ikonografski prikaz čigar razlaga ni bila dovolj razumljena, da bi jo lahko prepoznali kot podobo svetnika, toda fizično je jasna podoba moškega. Figura z levo roko drži kroglo. Za nekatere kritike je bila to upodobitev Kristusa s predmeti pasijona, za druge pa kot zaščitnik trgovine, namesto tega je ikonografija Kristusa nedelje, posvečenje Gospodovega dne, ki naj bi bil posvečen samo duhu; človek, ki ni spoštoval tega pravila, je bil tisti, ki je šel v pekel, ker je bil tisti, ki je Kristusu prinesel mučeništvo in trpljenje.